# Henri Richelet
Henri Richelet (16 de junho de 1944 - 18 de março de 2020) foi um pintor francês.

## Biografia
Nascido de professores da escola primária em uma pequena vila perto de Domrémy-la-Pucelle, Henri Richelet passou sua infância e adolescência na pequena cidade vizinha de Neufchâteau (Vosges). Após seu bacharelado, participou primeiro da École des Beaux-Arts, em Nancy, depois da École nationale supérieure des Beaux-Arts, em Paris. Em 1968, conquistou o Primeiro Grande Prêmio da Casa de Velázquez, Madrid, na categoria gravura.
Durante a pandemia de COVID-19 na França, morreu da doença em 18 de março de 2020 em Paris, aos 75 anos, após alguns dias de terapia intensiva no hospital  Salpêtrière.

## Obras em coleções de museus
- Museo Nacional de Bellas Artes, Santiago, Chile :
  - Ne pas toucher : Indian ink on paper (51 x 60 cm).
- Museo de la Solidaridad Salvador Allende, Santiago, Chile :
  - Derniers outrages : oil painting on canvas (100 x 81 cm).